# Okaya
Okaya (jap. 岡谷市 Okaya-shi) – miasto w Japonii, na wyspie Honsiu, w prefekturze Nagano, nad jeziorem Suwa, w rowie tektonicznym Fossa Magna.

## Położenie
Miasto leży w centrum prefektury, graniczy z miastami:
- Matsumoto
- Suwa
- Shiojiri

oraz miejscowościami Shimosuwa i Tatsuno.

## Historia
Miasto otrzymało prawa miejskie 1 kwietnia 1936.

## Przemysł
W mieście rozwinął się przemysł precyzyjny, jedwabniczy oraz spożywczy.

## Miasta partnerskie
- Stany Zjednoczone: Mount Pleasant